# Kerenského ofenzíva
Kerenského ofenzíva byla poslední ruská ofenzíva první světové války.
O ofenzívě rozhodl Alexandr Fjodorovič Kerenskij, který byl ministrem války v Prozatímní vládě, která byla vytvořena po únorové revoluci v Rusku. Pro Rusko to však nebyl dobrý počin, protože disciplína v ruské armádě dosáhla po sesazení cara na dno. V řadách armády vládla poraženecká nálada a šířilo se i revoluční hnutí, které bylo finančně podporováno Německem. Kerenskij však doufal, že se mu po pádu carismu a zřízení demokratického státu v Rusku podaří oslovit vojáky.
1. července 1917 zaútočila ruská vojska na rakousko-uherské a německé síly v Haliči. Dne 2. července se v rámci tohoto tažení uskutečnila bitva u Zborova, ve které bojovali na obou stranách fronty, krom Němců a Maďarů také čeští a slovenští vojáci. Zpočátku dosahovala ofenzíva významných úspěchů, ovšem počáteční úspěch brzy pominul. Ruští vojáci odmítali stále ve větší míře bojovat, takže 16. července dospěla situace tak daleko, že postup byl zastaven. Iniciativy se 18. července chopila rakouská a německá vojska, která podnikla protiútok. Rusové byli nuceni ustupovat a 23. července došlo k dalším útokům, při kterých bylo zajato 7 tisíc Rusů.
Fronta se ustálila až začátkem srpna. Další boje probíhaly počátkem září v Pobaltí. Poslední všeobecný útok Centrálních mocností na Rusko proběhl až v únoru 1918, který byl ukončen Brestlitevským mírem v březnu téhož roku.